# James Brudenell, 7. Earl of Cardigan

James Thomas Brudenell, 7. Earl of Cardigan

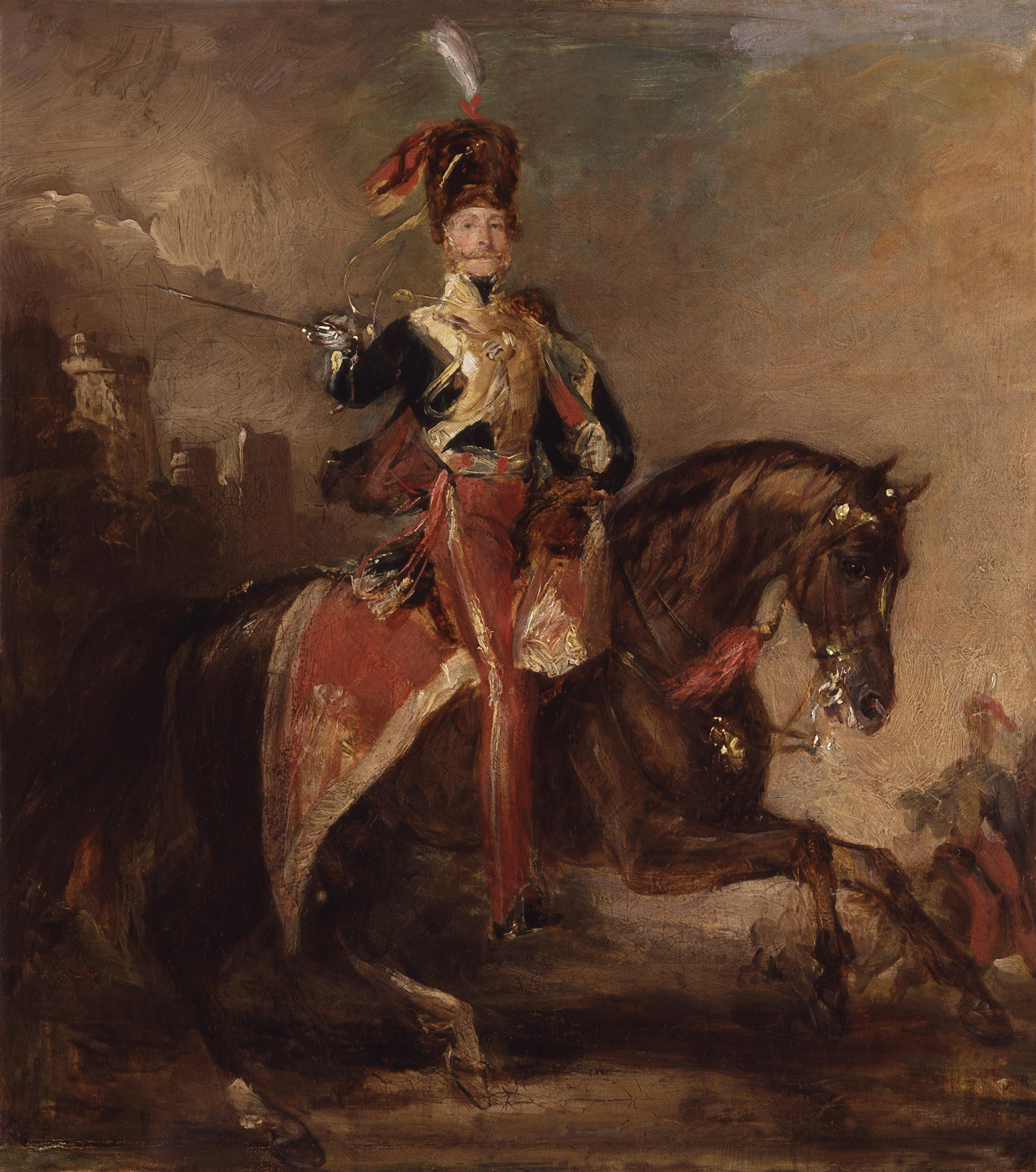
James Brudenell von Francis Grant, um 1841

Wappen der Earl of Cardigan

James Thomas Brudenell, 7. Earl of Cardigan KCB (* 16. Oktober 1797 in London; † 28. März 1868 ebenda) war ein britischer Peer und General. Er führte die berühmt gewordene Attacke der Leichten Brigade im Krimkrieg.

## Leben
James Thomas Brudenell war der Sohn von Robert Brudenell, dem sechsten Earl of Cardigan und Penelope Brudenell, Countess of Cardigan. Als Heir apparent seines Vaters führte er ab 1811 den Höflichkeitstitel Lord Brudenell. Er besuchte die Harrow School. 1824 trat er in die British Army ein und er erwarb ein Offizierspatent als Cornet des 8th Regiment of Hussars. 1825 erwarb er den Rang eines Lieutenant und 1826 den eines Captain. Sein Husarenregiment war in Irland stationiert. 1830 wurde er zum Lieutenant-Colonel befördert, in Ermangelung einer entsprechenden Stelle wurde er zunächst auf Halbsold gesetzt. Am 16. März 1832 wurde Brudenell Kommandeur des 15th Regiment of Hussars. Im Februar 1834 wurde er von diesem Kommando abberufen. Am 30. März 1836 bekam Brudenell das Kommando über das 11th Regiment of (Light) Dragoons. Das Regiment war bis dahin in Indien stationiert. Brudenell nahm eine Reihe, teils exzentrischer, Änderungen vor, um das Prestige des Regimentes zu erhöhen. Er verwendete dafür Teil seines Vermögens um das Regiment besonders elegant erscheinen zu lassen. Unterstützt wurde er darin von Prinz Albert, der Colonel des Regiments wurde und nach dem es 1840 zu 11th (Prince Albert’s Own) Hussars umbenannt wurde. Das Regiment trug als einzige britische Einheit so hochrote Hosen. 
Im Juni 1818 wurde er erstmals ins House of Commons gewählt. Von 1818 bis 1829 war er Abgeordneter für das Borough Marlborough in Wiltshire, 1830 bis 1832 für das Borough Fowey in Cornwall und 1832 bis 1837 für das County Northamptonshire Northern. Beim Tod seines Vaters erbte er 1837 dessen Adelstitel als Earl of Cardigan, erhielt dadurch einen Sitz im House of Lords und schied aus dem House of Commons aus. Er war zweimal verheiratet, hatte jedoch keine Kinder. 1841 wurde er vor dem House of Lords wegen eines Duells mit einem seiner früheren Offiziere angeklagt. Einem Peer musste im Oberhaus der Prozess gemacht werden. Wegen eines Formfehlers in der Anklageschrift wurde er jedoch freigesprochen. Der Vorfall verstärkte aber seine Unbeliebtheit in der Öffentlichkeit, in der Presse wurde er als Klassenjustiz bewertet.
Bei Ausbruch des Krimkrieges erhielt Brudenell im Juni 1854 als Major-General das Kommando über die leichte Kavalleriebrigade in der Division seines Schwagers George Bingham, 3. Earl of Lucan. Ihre gegenseitige Verachtung sollte später zur Katastrophe von Balaklawa beitragen. Im Juni 1854 landeten die alliierten Truppen bei Warna. Am 25. Juni erhielt Brudenell vom britischen Oberbefehlshaber Lord Raglan den Befehl, landeinwärts zu marschieren, um die russischen Stellungen zu erkunden. Am 29. Juni erreichten diese Truppen Karasu, um festzustellen, dass die Russen ihren Rückzug hinter die Donau, später hinter den Pruth, begonnen hatten. Da ein Marsch ins Innere des russischen Reiches nicht erfolgversprechend erschien, beschlossen die Alliierten, die russische Festung Sewastopol auf der Halbinsel Krim anzugreifen.
Am 25. Oktober 1854 führte Brudenell in der Schlacht bei Balaklawa die als Todesritt oder Attacke der Leichten Brigade (Charge of the Light Brigade) berühmt gewordene Attacke gegen russische Truppen. Er ritt mit seiner Brigade – durch flankierendes Artilleriefeuer – in eine Geschützbatterie und stieß anschließend auf schwere russische Reiterei. Hierbei verlor er fast die Hälfte seiner Mannschaft.
Als Brudenell ins Vereinigte Königreich zurückkehrte, wurde er als Held empfangen und zum Generalinspekteur der Kavallerie ernannt. 1858 erhielt er den osmanischen Mecidiye-Orden II. Klasse. 1860 schied er aus dem Armeedienst aus und wurde zum Lieutenant-General befördert. Seine letzten Lebensjahre wurden durch ein Gerichtsverfahren im Oberhaus verbittert, in dem seine Rolle während des Todesritts untersucht wurde.

## Rezeption
- Im Film Der Angriff der leichten Brigade wurde er von Trevor Howard gespielt.
- Die englische Bezeichnung der Strickjacke Cardigan kommt von James Brudenell, 7. Earl of Cardigan.
- Im Videospiel Assassin’s Creed Syndicate ist er eines der Attentatsziele.
- Der Angriff der leichten Brigade wurde von Lord Alfred Tennyson in seinem Gedicht The Charge of the Light Brigade thematisiert. Lord Tennysons Gedicht war die Inspiration für das Lied The Trooper der britischen Heavy-Metal-Band Iron Maiden.